# Parque Nacional da Peneda-Gerês
O Parque Nacional da Peneda-Gerês é uma área protegida de Portugal, com autonomia administrativa, financeira e capacidade jurídica, criada no ano de 1971, no meio ambiente da Peneda-Gerês. Único Parque Nacional em território Português, situa-se no extremo norte de Portugal, na zona raiana entre Minho, Trás-os-Montes e a Galiza. Seu perímetro territorial abrange todo o vasto território florestal que se estende desde a Serra da Peneda até a Serra do Gerês  — daí a sua designação  — , englobando ainda a Serra do Soajo e a Serra Amarela. Sendo recortado por dois grandes rios, o Rio Lima e o Cávado. Abrange os distritos de Braga (concelho de Terras de Bouro), Viana do Castelo (concelho de Melgaço, Arcos de Valdevez e Ponte da Barca) e Vila Real (concelho de Montalegre), numa área total de cerca de 70 290 hectares, que afectam o território de 22 freguesias. Desde 1997, essa Área Protegida forma, com o parque natural espanhol do Baixa Limia—Serra do Xurés, o Parque Transfronteiriço Gerês-Xurés e a Reserva da Biosfera com o mesmo nome.
O Parque Nacional da Peneda-Gerês é considerado pela UNESCO como Reserva Mundial da Biosfera de forma a possibilitar "a conservação do solo, da água, da flora, da fauna e da paisagem".

Logótipo do Parque

É uma das maiores atracções naturais de Portugal, pela rara e impressionante beleza paisagística e pelo valor ecológico e etnográfico e pela variedade de fauna (íbex-ibéricos, corços, garranos, lobos, aves de rapina) e flora (pinheiros, teixos, castanheiros, carvalhos e várias plantas medicinais). Estende-se desde a serra do Gerês, a Sul, passando pela serra da Peneda até a fronteira espanhola.
Inclui trechos da estrada romana que ligava Braga a Astorga, conhecida como Geira. No parque situam-se dois importantes centros de peregrinação, o Santuário de Nossa Senhora da Peneda, réplica do santuário do Bom Jesus de Braga, e o de São Bento da Porta Aberta, local de grande devoção popular.

## Localidades
Nas localidades no interior do parque, a vida quotidiana mantém raízes firmes na tradição rural portuguesa. Algumas das localidades de maior valor turístico são:
- Castro Laboreiro (Melgaço)

Destaca-se pelo seu castelo medieval (Castelo de Castro Laboreiro). É famosa pela raça de cães Castro Laboreiro
- Lindoso (Ponte da Barca)

Destaca-se por possuir o maior aglomerado de espigueiros antigos da Península Ibérica e pelo seu castelo do século XIII (Castelo de Lindoso).
- Pitões das Júnias (Montalegre)

Ruínas do Mosteiro de Santa Maria das Júnias, construído em 1147.
- Soajo (Arcos de Valdevez)

Aldeia com grande aglomerado de antigos espigueiros, assentes num afloramento rochoso, com vistas para o vale do Rio Lima.
- Vilarinho das Furnas (Terras de Bouro)

Aldeia submersa pela construção da Barragem Vilarinho das Furnas no rio Homem.
- Fafião (Cabril (Montalegre))

Essa pitoresca aldeia destaca-se pela arquitectura popular antiga e pelas antigas tradições ainda preservadas.
- O fojo: a alma de (lobo em) Fafião!

Uma curva aqui, uma curva acolá por entre os penhascos e precipícios gritantes da magnífica Serra do Gerês, para conseguirmos encontrar a curiosidade que nos tinham relatado certo dia: o fojo do lobo, uma série de muros de pedra, construídos na Idade Média, que serviam como armadilha de lobos.
- O Vale (encantado) de Albergaria...

[Encantado] encantar, incantare: in=em; cantare="cantar", aqui com o sentido de "emitir palavras mágicas". Então encantar será "emitir palavras mágicas e lançá-las em alguém". Ou, então, "lançar um feitiço em alguém".
- Pincães

Pincães é um lugar que se destaca pela beleza das cercanias com seus prados verdejantes, por seus campos de oliveiras e pelo sossego.
- Xertelo (Cabril (Montalegre))

Aldeia encostada à serra, constitui-se como paradigma da sobrevivência, em tempos remotos, de uma comunidade agro-pastoril. Desse tempo ainda restam, além dos próprios campos de cultivos ao redor do espaço, o moinho de cubo e outro de levada, as poças e o gado comunitário. São frequentes as idas do gado para a serra, pastoreado por gente da aldeia.

## História

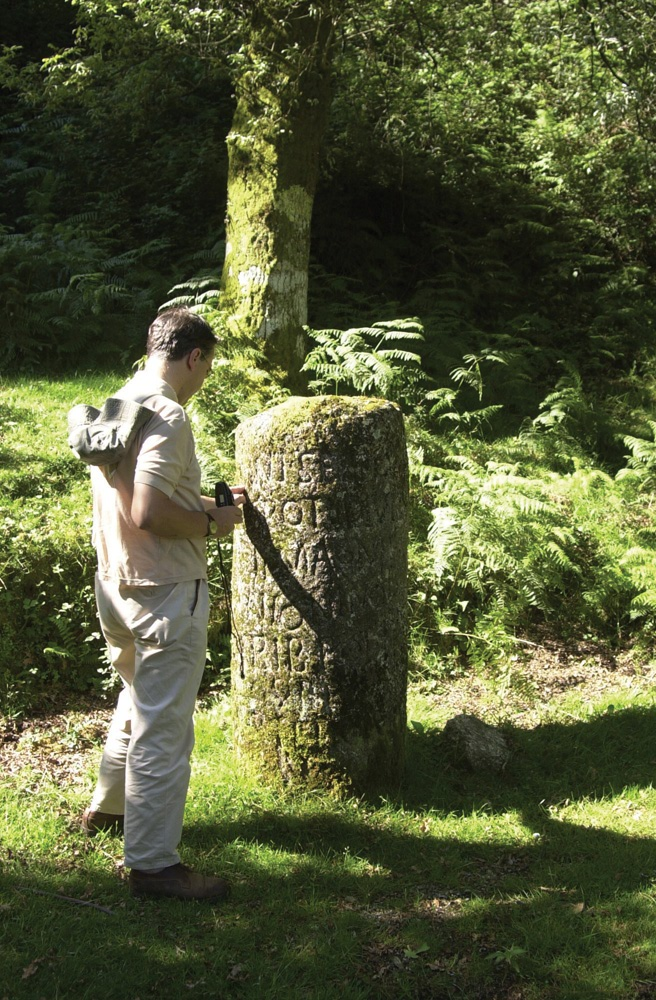
Marco miliário na Geira

O passado traduz-se nos castelos de Castro Laboreiro e do Lindoso, monumentos megalíticos e testemunhos da ocupação romana. A geira, o antigo caminho que conduzia os legionários de Bracara Augusta a Astorga, sobrevive num trecho da antiga calçada e nos curiosos marcos miliários. Curiosos povoados, a arquitectura dos socalcos, paradas de espigueiros, a frescura dos prados de lima, animam um quadro em que a ruralidade ainda está presente.
Há também a Ponte da Mizarela, segundo a lenda foi construída pelo demónio, essa antiga ponte românica situa-se na freguesia de Ferral, no concelho de Montalegre. Nessa ponte travou-se uma importante batalha contra os franceses aquando das invasões napoleônicas, em que os populares saíram vitoriosos, derrotando assim o exército francês.

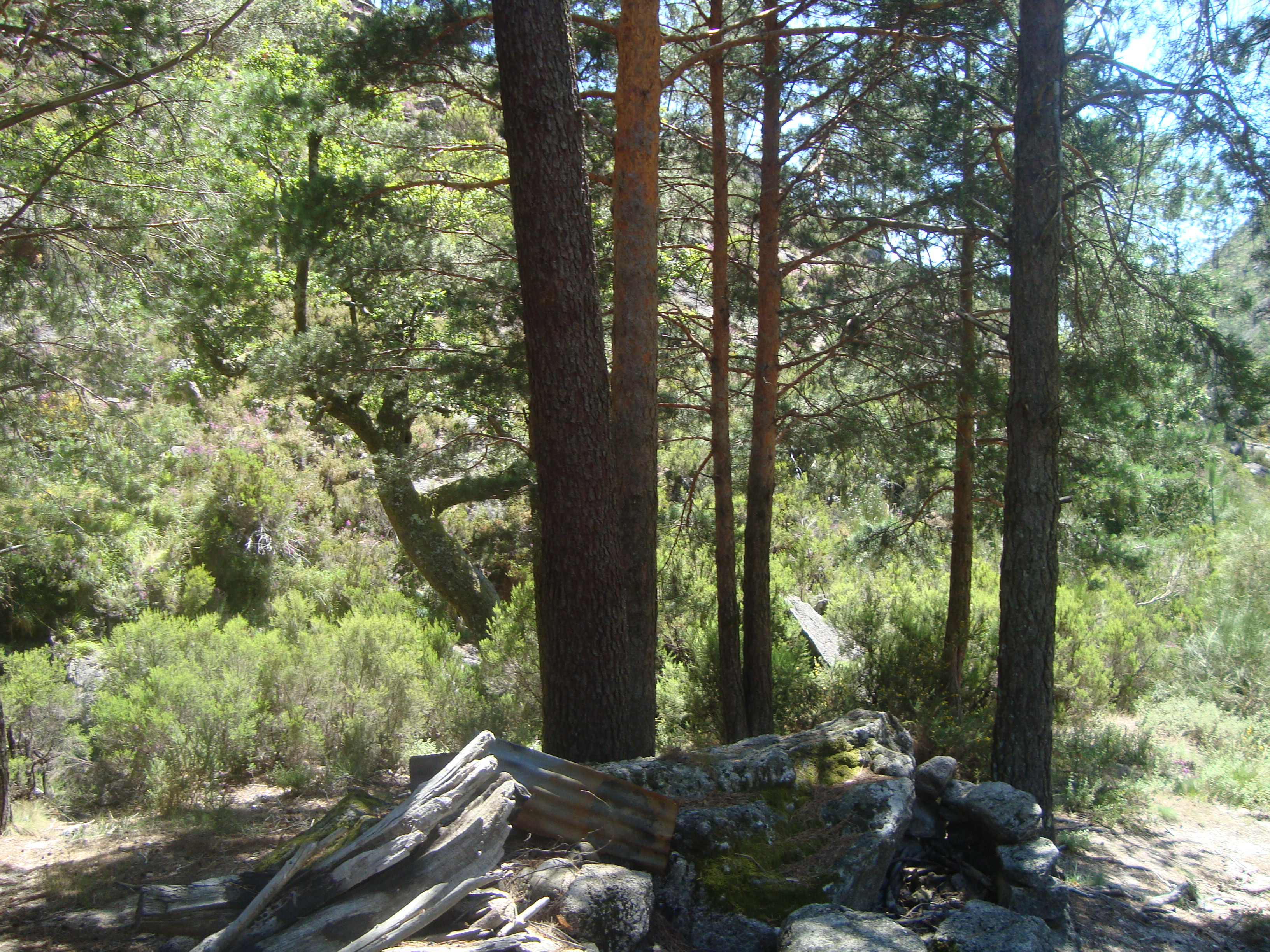
[http://www.serra-do-geres.com/ja-estive-aqui/2012-06-03-20-07-15/poco-azul-a-epifania Perto do Poço Azul

Passando à frente e seguindo o trilho, eis que chegámos ao nosso destino. Por entre as ervas do caminho e as rochas que dificultam a visão, aparece, com algum ruído tranquilo de água, o Poço Azul...

## Actualidade
Actualmente, o PNPG tem cerca de 240 espécies de fauna vertebrada identificadas no território e 1100 de flora, além de 500 sítios de interesse histórico e arqueológico.

### Incêndios
De acordo com dados do Instituto de Conservação da Natureza e das Florestas, entre 2000 e 2012 registaram-se 1098 incêndios no Parque Nacional, com uma área ardida de 31901 hectares. Equivale a cerca de 46% dos 69596 hectares de área total do PNPG mas, como há muitas áreas sujeitas a mais do que um incêndio naquele período, a área ardida corresponde a 38% do total.